# 맛스타
맛스타(Mastar)는 군인공제회 산하, 군장병 급식 지원 업체인 제일식품의 등록 상표로 “지구 상에 으뜸가는 제품” 혹은 “맛이 특별하게 뛰어남”이라는 뜻이다. 대한민국 국군 장병들에게 주스 제품이 부식으로 자주 제공되기 때문에, 일반적으로 맛스타라고 하면 주로 주스 제품을 일컫는 경우가 많다. 2011년 1월 1일부터 제일식품이 기존의 맛스타 브랜드를 생생가득으로 교체함에 따라 맛스타라는 상표는 소멸되었다. 이후 맛스타(생생가득)을 제조한 군인공제회가 경영 효율화 차원에서 수익성이 나지 않는 참기름과 주스, 잼 사업부를 구조조정하면서 단종되었다.

## 품목
- 주스
  - 오렌지 - 열량 95kcal, 감귤과실즙 15% (대한민국산), 오렌지농축과실즙 85% (브라질산)
  - 사과 - 열량 100kcal, 사과과실즙 15% (대한민국산), 사과농축과실즙 85% (대한민국산)
  - 복숭아 - 열량 95kcal, 과실즙 35% (대한민국산), 농축과실즙 30% (대한민국산)
  - 포도 - 열량 110kcal, 농축과실즙(미국산과 칠레산 각각 50%)

- 잼
  - 딸기잼
  - 포도잼 - 대한민국산 과립 사용

- 참기름 - 100% 통참깨 사용

- 두채류 - 100% 대한민국산 콩 사용
  - 두부
  - 순두부
  - 콩나물

## 같이 보기
- 건빵